# بيانكا هالستيد
بيانكا هالستيد (بالإنجليزية: Bianca Halstead)‏ هي موسيقية أمريكية، ولدت في 5 مايو 1965 في ذا برونكس في الولايات المتحدة، وتوفيت في 15 ديسمبر 2001 في نيو أورلينز في الولايات المتحدة.

## وصلات خارجية
- بيانكا هالستيد على موقع IMDb (الإنجليزية)
- بيانكا هالستيد على موقع ميوزك برينز (الإنجليزية)
- بيانكا هالستيد على موقع ديسكوغز (الإنجليزية)
- بيانكا هالستيد على موقع قاعدة بيانات الفيلم (الإنجليزية)